# August Ubbelohde

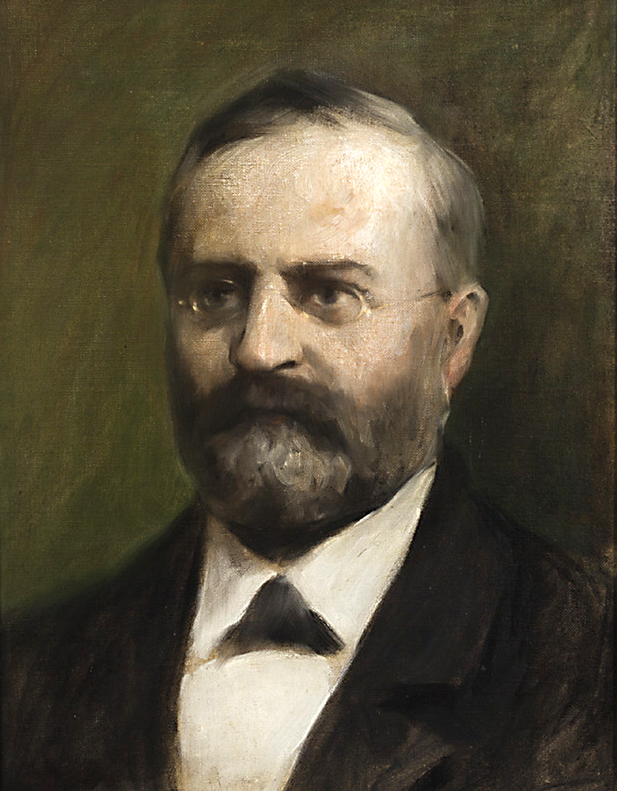
August Ubbelohde

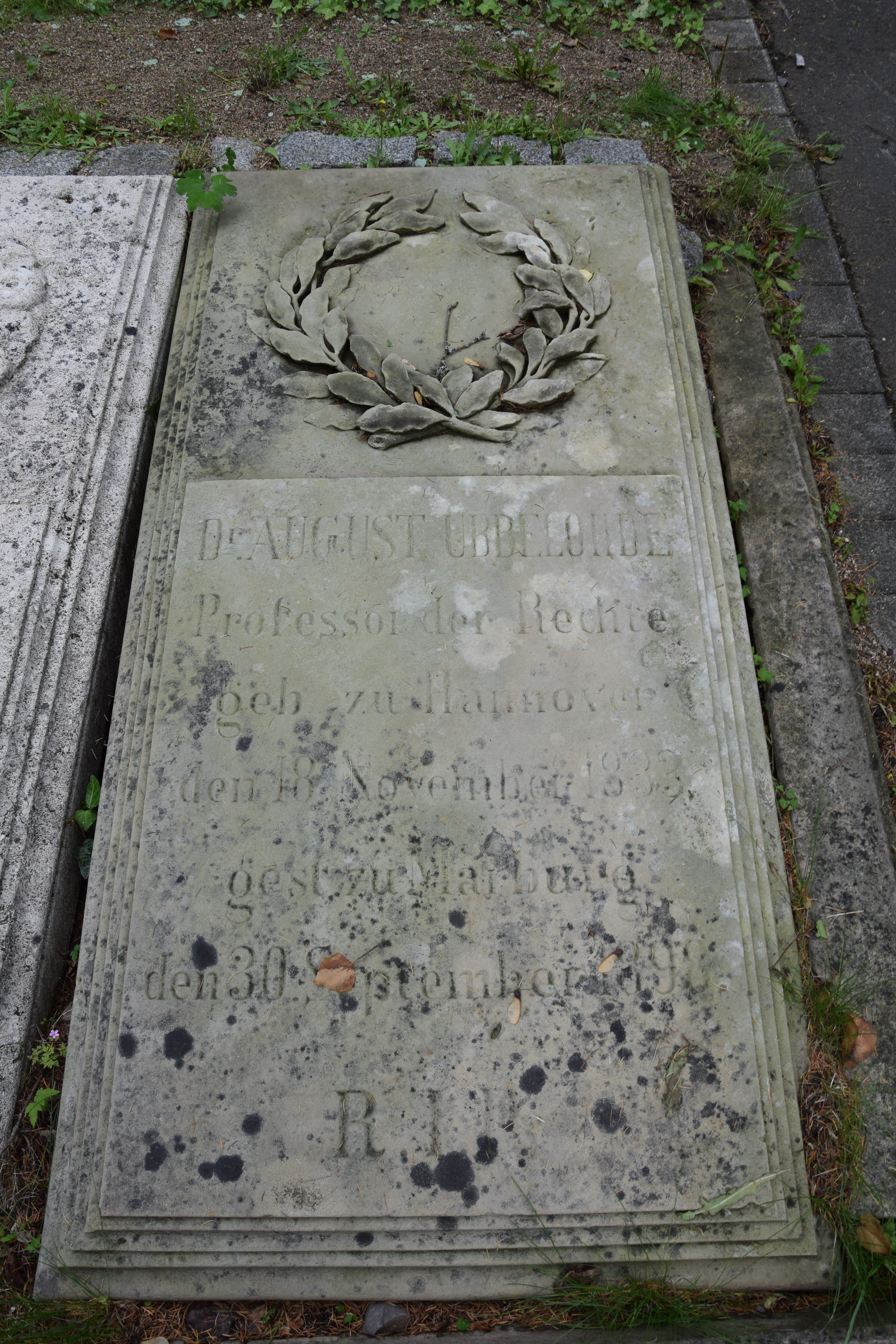
Grab von August Ubbelohde auf dem Marburger Hauptfriedhof (2017)

August Ubbelohde (* 18. November 1833 in Hannover; † 30. September 1898 in Marburg an der Lahn) war ein deutscher Rechtswissenschaftler.

## Leben
August Ubbelohde wurde in Hannover am 18. November 1833 als Sohn des Oberfinanzrates Johann G. L. W. Ubbelohde und dessen Ehefrau Caroline Brauns geboren. In seinem Geburtsort besuchte er das dortige Realgymnasium und anschließend von 1848 bis 1851 das Lyzeum. Um die Rechte zu studieren, war er ab 1851 an der Universität Göttingen, anschließend an der Universität Berlin und später wieder zu Göttingen. Am Amtsgericht in Lauenstein wurde er am 22. Mai 1854 als Auditor eingeführt, nachdem er die juristische Prüfung bestanden hatte. Später war er auch am Amtsgericht Lüneburg sowie am Amtsgericht Göttingen tätig. An der dortigen Universität promovierte er am 15. Oktober 1856 und war seit dem 14. November 1857 dort als Privatdozent sowohl des römischen als auch des landwirtschaftlichen Rechts. Am 6. März 1862 beförderte man ihn zum außerordentlichen Professor. Als ordentlicher Professor des römischen Rechts rief man ihn am 15. April 1865 zur Universität Marburg. Dort blieb er 33 Jahre lang tätig, zwischendurch auch tätig als Universitätsrichter, von 1869 bis 1871 als Rektor und von 1871 bis 1898 auch als Vertreter der Marburger Universität im Preußischen Herrenhaus, bis er am 30. September 1898 verstarb. Im Jahr 1886 hatte man ihn auch zum geheimen Justizrat ernannt.
Ubbelohde wird zu den letzten Vertretern des alten römischen Rechts gezählt. Er hatte einen Sohn, den Maler Otto Ubbelohde.

## Werke
- Über den Satz: Ipso jure compensatur. Eine Untersuchung aus dem römischen Recht. Vandenhoeck & Ruprecht, Göttingen 1858.
- Die Lehre von den untheilbaren Obligationen. Carl Rümpler, Hannover 1862.
- Über die rechtlichen Grundsätze des Viehhandels nach den im Königreiche Hannover geltenden Rechten. Dietrich, Göttingen 1865. Auch erschienen in: Journal für Landwirthschaft 10 (1865), S. 1–48 (Teil 1) und S. 365–394 (Teil 2) (Unvollständiges Digitalisat von Google Bücher).
- Erbrechtliche Kompetenzfragen (Göttingen 1868)
- Zur Geschichte der benannten Realkontrakte auf Rückgabe derselben Spezies (Marburg 1870)
- Über die Usucapio pro mancipato, Elwertsche Universitaets-Buchdruckerei, Marburg 1873.
- Grundriß zu Vorlesungen über die Geschichte des römischen Privatrechts. Marburg 1881 (Volltext-Digitalisat von Google Bücher, erreichbar mit US-Proxy).
- Über Recht und Billigkeit. Hamburg 1887 (Volltext-Digitalisat von Google Bücher, erreichbar mit US-Proxy).